# Chiesa di Sant'Agostino (Magonza)
La chiesa di Sant'Agostino (in tedesco Augustinerkirche) è una chiesa di Magonza, in Germania. Sorge sul lato nord-orientale della centrale Augustinerstraße e rappresenta un bell'esempio dell'architettura barocca secondo l'influsso del rococò.

## Storia e descrizione

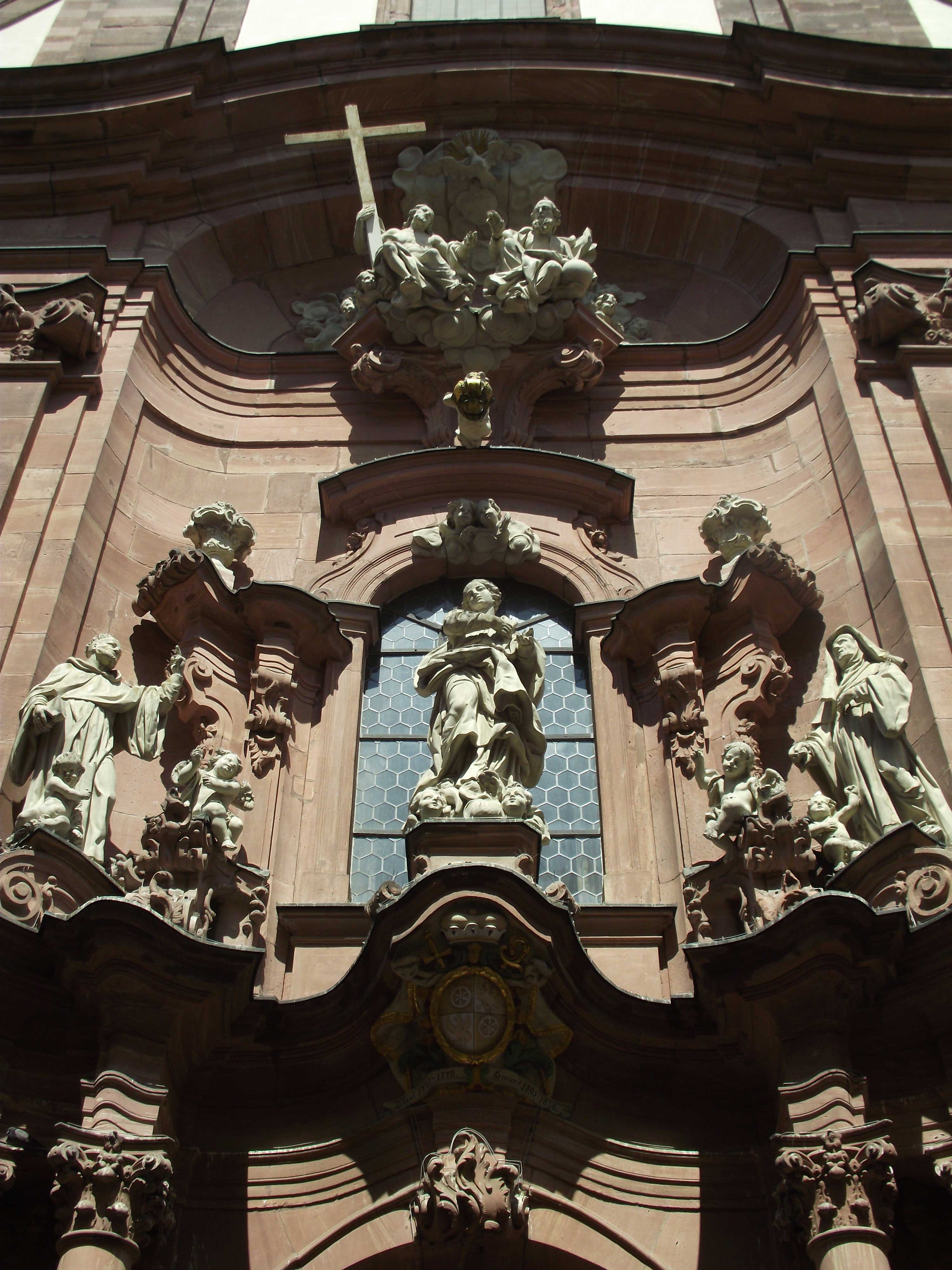
Le statue sulla facciata.

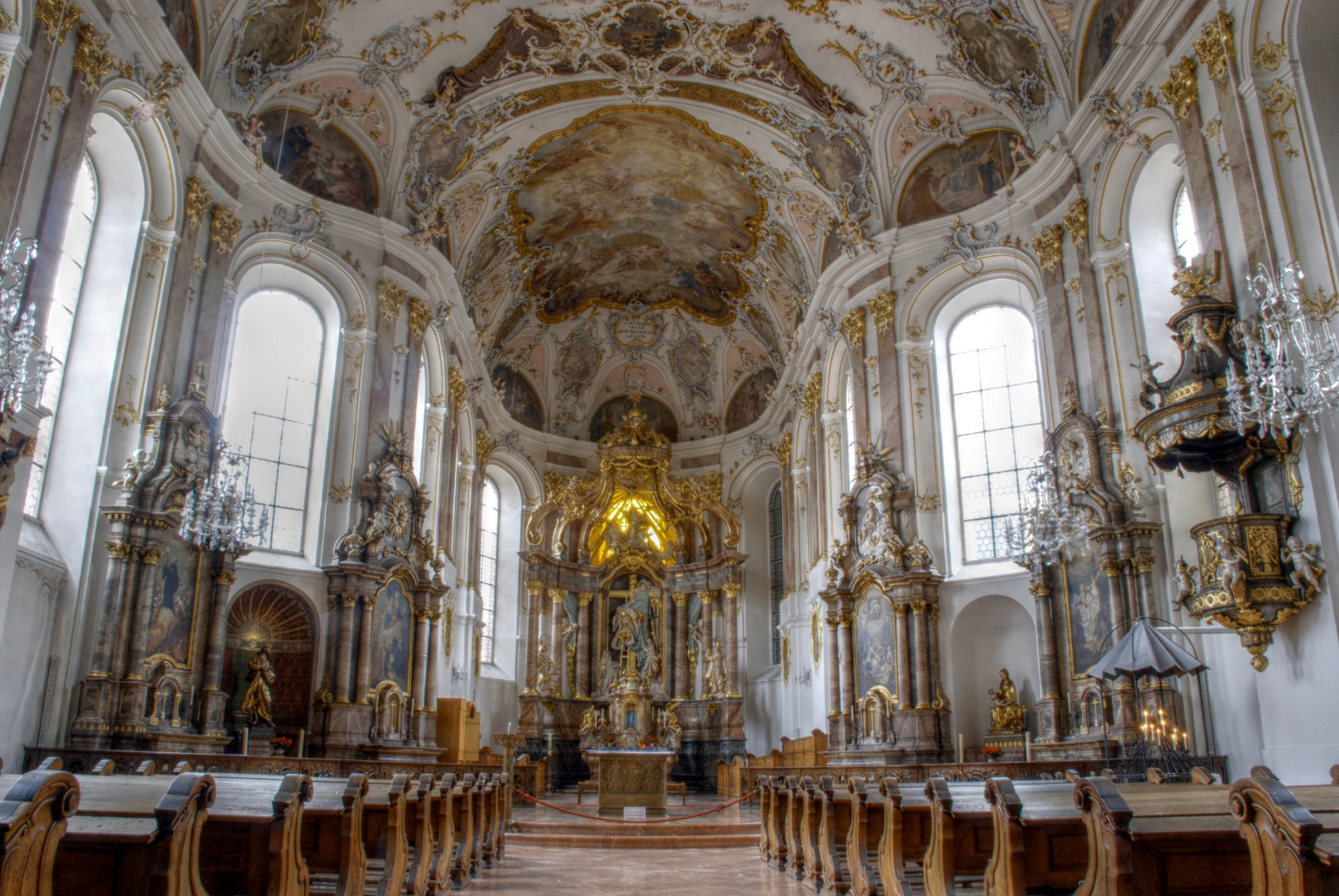
L'interno.

Il portale del convento.

Una prima chiesa in questo luogo venne costruita nel 1260 all'arrivo degli Agostiniani in città.
L'edificio attuale venne costruito fra il 1768 e il 1771 sempre dagli Agostiniani. , che la ressero, insieme al, fino al.
All'esterno domina, con la monumentale facciata, su tutti gli edifici attorno; e presenta il grande gruppo scultoreo dell'Incoronazione della Vergine da parte della Trinità fra le statue di sant'Agostino e sua madre santa Monica, opera di Nikolaus Binterim.
A sud e a est della chiesa sono gli edifici dell'ex convento, ricostruiti fra il 1737 e il 1753. L'ala sud del monastero presenta un altro scenografico portale di Binterim.
L'interno della chiesa, finemente decorato in stile rococò, è a navata unica con grande volta affrescata da Johann Baptist Enderle nel 1772. Conserva ricchi altari rococò con un'impronta già tendente al neoclassico. Sull'altra maggiore sono tre statue del 1772 di Johann Peter Wagner e una, gotica, della Vergine, risalente al 1420 circa.
L'organo barocco sulla galleria di controfacciata venne realizzato nel 1773 dal celebre mastro-organaro Johann Philipp Stumm. Si compone di 31 registri e due manuali ancora meccanici.
Con il Reichsdeputationshauptschluss del 1803 la chiesa e il convento annesso vennero secolarizzati e nel 1805 il complesso edilizio venne destinato a Seminario della nuova Diocesi appena ricostituita. La chiesa non venne danneggiata dalla Seconda guerra mondiale.